# Catenoy
Catenoy est une commune française située dans le département de l'Oise en région Hauts-de-France.
Ses habitants sont appelés les Catenoysiens et les Catenoysiennes.

## Géographie

### Localisation

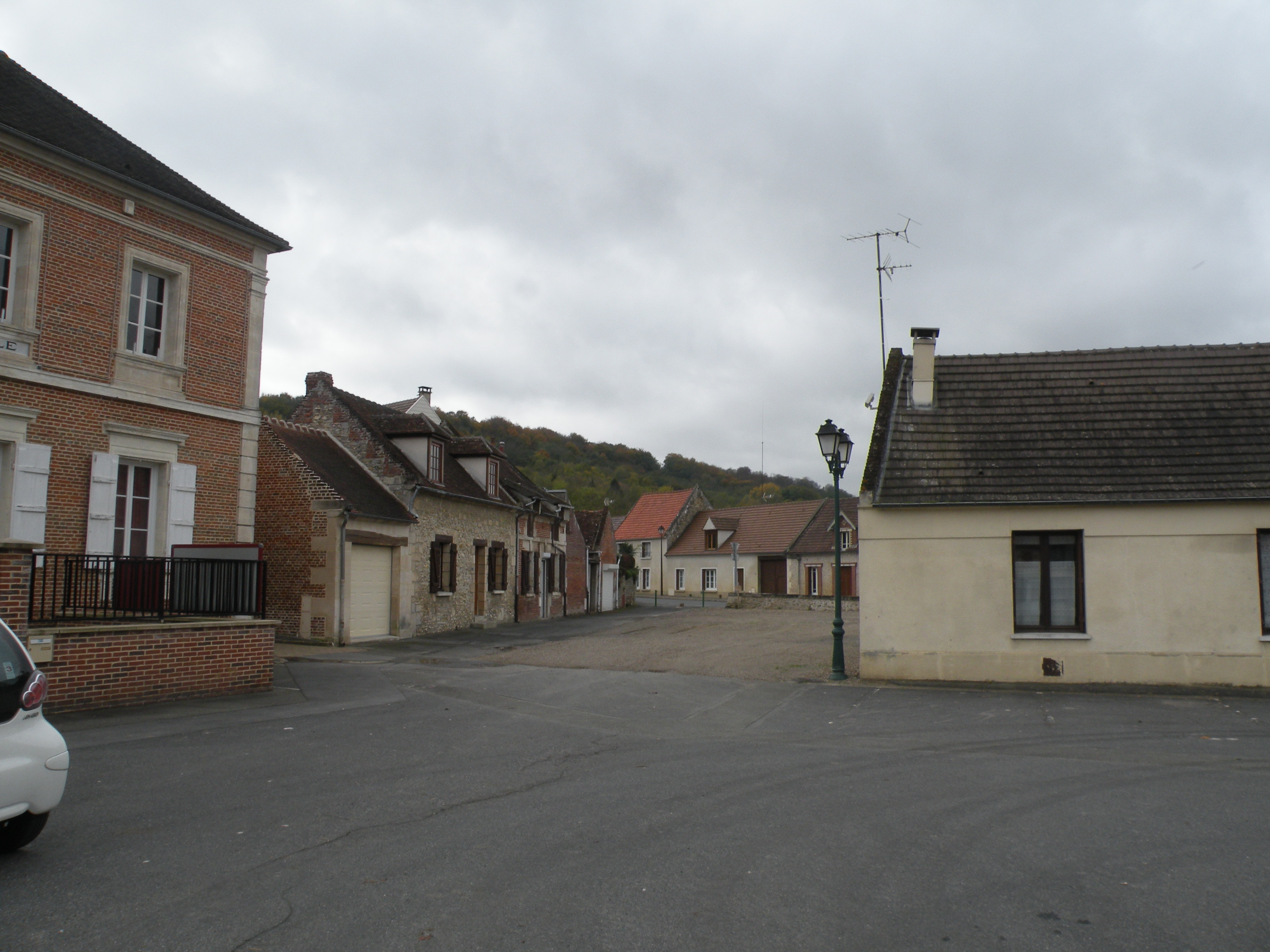
Ambiance de la commune : la place de la Mairie.

Catenoy est un bourg périurbain du Plateau picard situé à 61 kilomètres au sud d'Amiens, à 32 kilomètres à l'est de Beauvais, à 23 kilomètres à l'ouest de Compiègne et à 58 kilomètres au nord de Paris. Il est traversé par la route nationale 31.
Au début du XIXe siècle, le territoire communal était décrit comme constitué  d'une « vaste plaine dépourvue d'eau courante, bornée au midi par des coteaux boisés ».

### Communes limitrophes
|           | Maimbeville | Épineuse      |
| Nointel   | Catenoy     |               |
| Bailleval | Labruyère   | Sacy-le-Grand |

### Topographie et géologie
Le territoire se constitue en une vaste plaine dépourvue d'eau, bornée au sud par des coteaux boisés. Celui-ci comprend une colline, une vallée large et une pente allongée où commence le plateau picard, et présente des différences d'altitude assez considérables. La commune s'étend entre 53 mètres et 163 mètres d'altitude. La mairie du village se situe à 61 mètres d'altitude. Le point le plus bas se situe sur la route départementale 10, au sud-est, près de la limite communale et le point le plus élevé du territoire se trouve au sommet du bois des Côtes, au sud. Ce dernier forme un plateau dominant le centre et le nord de la commune, au sud, dont les pentes s'inclinent de 163 à 75 mètres d'altitude vers le chef-lieu. L'extrémité est de ce plateau, culmine à 157 mètres au Camp de César. Le reste de la commune est situé sur une plaine inclinée vers le sud (fond de la mare), où se trouve à son point culminant le hameau de Luchy à 113 mètres d'altitude. À l'extrême nord du territoire, la ferme du bois de Luchy se localise à 106 mètres. Le hameau de Saint-Antoine, dans le prolongement nord du village, se trouve à 66 mètres, Visigneux (au nord-est du chef-lieu) à 64 mètres, Villers (à l'est du village) à 62 mètres et Courcelles (au sud-ouest), à 62 mètres d'altitude. Au sud-est, la vallée Beudron forme une partie de la limite communale avec Sacy-le-Grand. Près de la ferme du bois de Luchy se trouve l'ancienne fosse dite du Saint-Suaire, qui témoigne de la géologie du territoire.
Le grand plateau crayeux de Picardie a sa limite sur le territoire. La craie blanche paraît au nord du village, et elle arrive même très près des coteaux du Bois des Côtes, puisqu'on la voit dans la Grande rue. Elle se montre aussi dans un affleurement entre le tertre et le hameau de Villers. Il y a près de Luchy quelques dépôts de sable peu épais. L'escarpement au-dessus du chef-lieu laisse voir dans le bas, du sable quartzeux rubané, à gros grains verts. La même disposition de sable contenant des concrétions calcaires tuberculeuses règne autour du cap qui porte le camp de César. Le plateau du camp montre des lits de sable roux et blanc. Les rognons calcaires blanc paraissent à la surface.
Le talus des coteaux est couvert d'un dépôt sablonneux formant terrasse, qui paraît avoir été transporté ou remanié par les eaux. On y trouve beaucoup de petits galets, et en plusieurs lieux des lits ou amas de coquilles fossiles brisées pareilles à celles qui accompagnaient les lignites du Soissonnais. On en voit en quantité au-dessus de Villers où les champs sont remplis de cyrènes brisées[C'est-à-dire ?].
La commune se trouve en zone de sismicité 1, c'est-à-dire très faiblement exposée aux risques de tremblement de terre.

### Hydrographie
La commune est située dans le bassin Seine-Normandie. Elle n'est drainée par aucun cours d'eau,.
La commune a toutefois des sources à flanc de coteau, dont les excédents éventuels, ainsi que les eaux de pluie, s'écoulent vers Nointel. Il s'agit notamment de la source du Marais, la fontaine Trinquette (la plus profonde de la commune), la fontaine Aimable (découverte au XIXe siècle), la fontaine Froide, la fontaine de Butée, qui alimentaient les besoins des habitants de la commune jusqu'à l'installation de l'eau courante au XXe siècle.
Dans la partie nord du territoire communal les puits avaient une profondeur atteignant 80 mètres. Il existait autrefois une mare et un puits sur la place du village, une autre, appelée la mare à Baccat vers l'emplacement actuel du monument aux morts, qui collectait les eaux de pluie et limitait les risques d'inondations, tout en permettant aux animaux de s'abreuver, l'ancienne mare de Villers. Elles ont été supprimées progressivement à partir des années 1960.
Celles qui subsistent sont sèches au cours des étés. On les trouve au nord et à l'ouest du village, au hameau de Saint-Antoine, ainsi qu'à la ferme de Luchy. Un réservoir se trouve également le long de la route départementale 137 dans le bois des Côtes, au sud. Les zones les plus basses du territoire, entre la D 931 et le bois des Côtes, sont situées au-dessus de plusieurs nappes phréatiques sous-affleurantes.

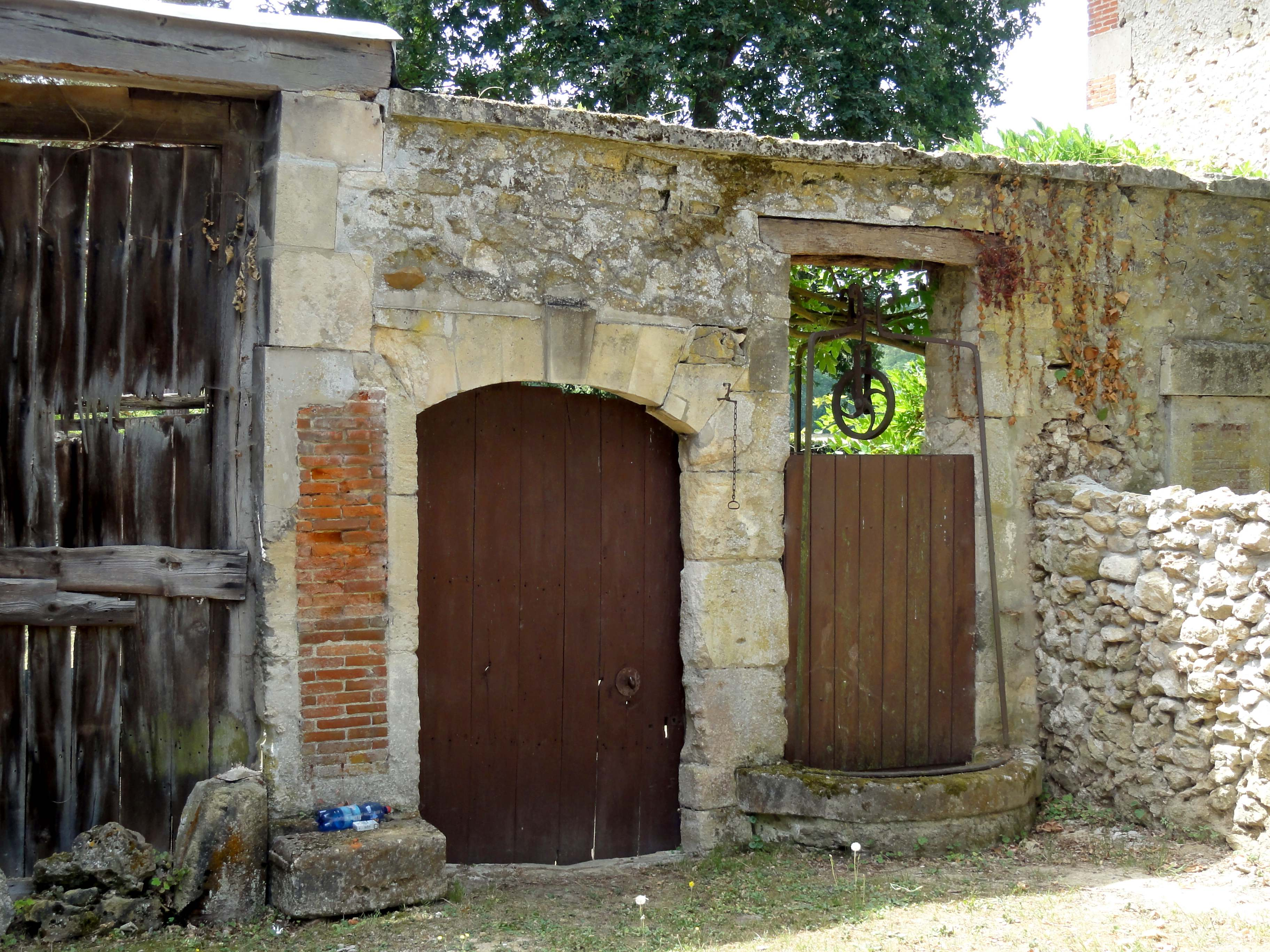
Ancien puits, rue de Nointel.
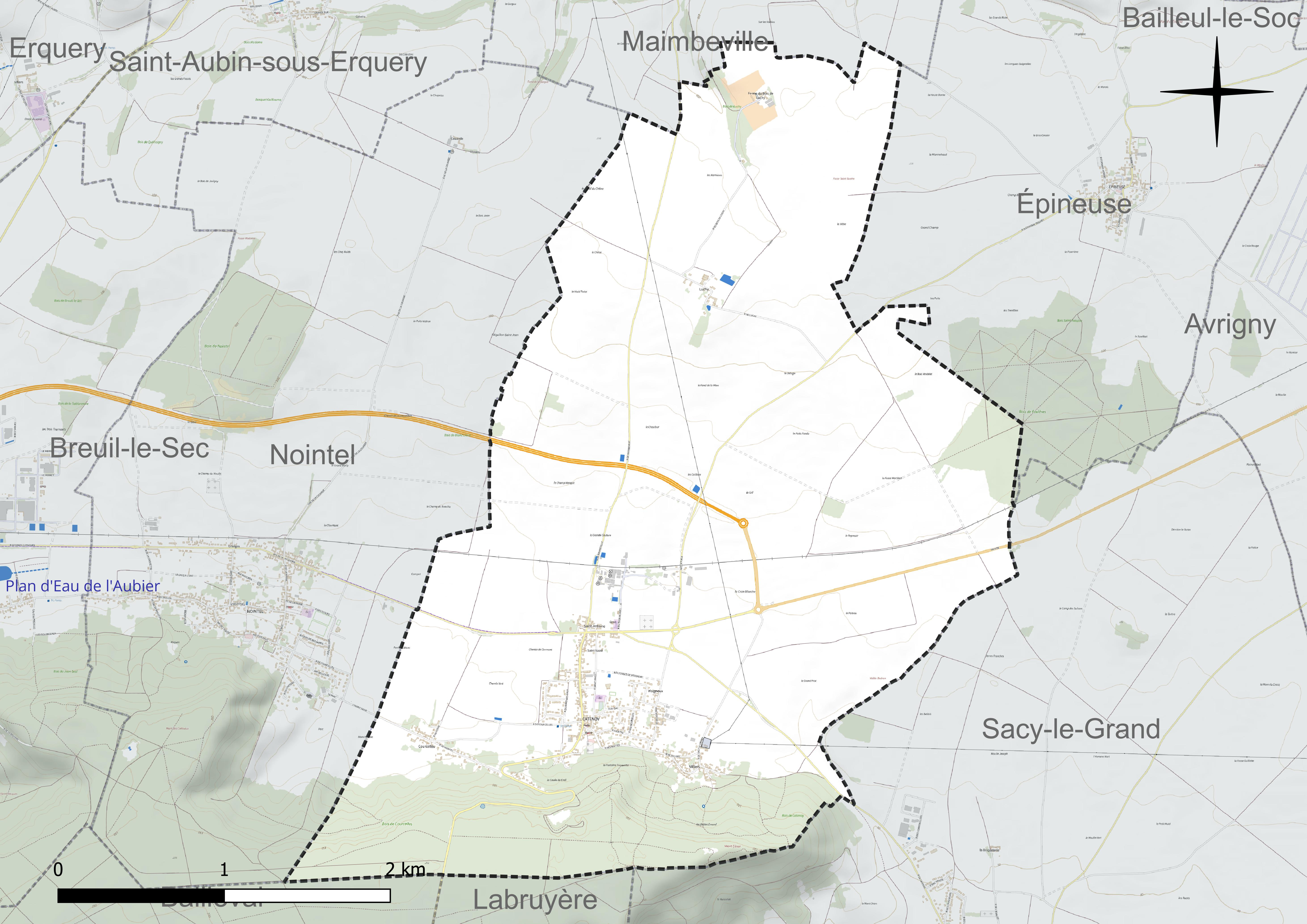
Réseau hydrographique de Catenoy.

### Climat
Pour des articles plus généraux, voir Climat des Hauts-de-France et Climat de l'Oise.
En 2010, le climat de la commune est de type climat océanique dégradé des plaines du Centre et du Nord, selon une étude du CNRS s'appuyant sur une série de données couvrant la période 1971-2000. En 2020, Météo-France publie une typologie des climats de la France métropolitaine dans laquelle la commune est exposée à un climat océanique et est dans la région climatique Nord-est du bassin Parisien, caractérisée par un ensoleillement médiocre, une pluviométrie moyenne régulièrement répartie au cours de l'année et un hiver froid (3 °C).
Pour la période 1971-2000, la température annuelle moyenne est de 10,6 °C, avec une amplitude thermique annuelle de 13,7 °C. Le cumul annuel moyen de précipitations est de 682 mm, avec 10,5 jours de précipitations en janvier et 7,9 jours en juillet. Pour la période 1991-2020, la température moyenne annuelle observée sur la station météorologique la plus proche, située sur la commune de Creil à 12 km à vol d'oiseau, est de 11,2 °C et le cumul annuel moyen de précipitations est de 662,2 mm,. Pour l'avenir, les paramètres climatiques de la commune estimés pour 2050 selon différents scénarios d'émission de gaz à effet de serre sont consultables sur un site dédié publié par Météo-France en novembre 2022.

### Milieux naturels
Hormis le tissu urbain, qui, en 2014, compose à 5,7 % la commune sur 71 hectares, la commune est constituée à 75,6 % de cultures sur 948 hectares.
L'ensemble des espaces boisés que comprend le bois des Côtes au sud, le bois de Courcelles au sud-ouest, le bois de Catenoy au sud-est, le bois de Luchy au nord et une partie du bois de Favières à l'est rassemble 215 hectares pour 17,2 % de la superficie. On compte 13 hectares de terrains nus et 4 hectares de vergers et prairies,. Le bois des Côtes est constitue une Zone naturelle d'intérêt écologique, faunistique et floristique de type 1 et se trouve sur le passage d'un corridor écologique potentiel.

## Urbanisme

### Typologie
Au 1er janvier 2024, Catenoy est catégorisée commune rurale à habitat dispersé, selon la nouvelle grille communale de densité à sept niveaux définie par l'Insee en 2022.
Elle est située hors unité urbaine. Par ailleurs la commune fait partie de l'aire d'attraction de Paris, dont elle est une commune de la couronne,.

### Occupation des sols
L'occupation des sols de la commune, telle qu'elle ressort de la base de données européenne d'occupation biophysique des sols Corine Land Cover (CLC), est marquée par l'importance des territoires agricoles (77,5 % en 2018), une proportion sensiblement équivalente à celle de 1990 (78,3 %). La répartition détaillée en 2018 est la suivante : 
terres arables (76,4 %), forêts (16,3 %), zones urbanisées (6,2 %), zones agricoles hétérogènes (1,1 %). L'évolution de l'occupation des sols de la commune et de ses infrastructures peut être observée sur les différentes représentations cartographiques du territoire : la carte de Cassini (XVIIIe siècle), la carte d'état-major (1820-1866) et les cartes ou photos aériennes de l'IGN pour la période actuelle (1950 à aujourd'hui).

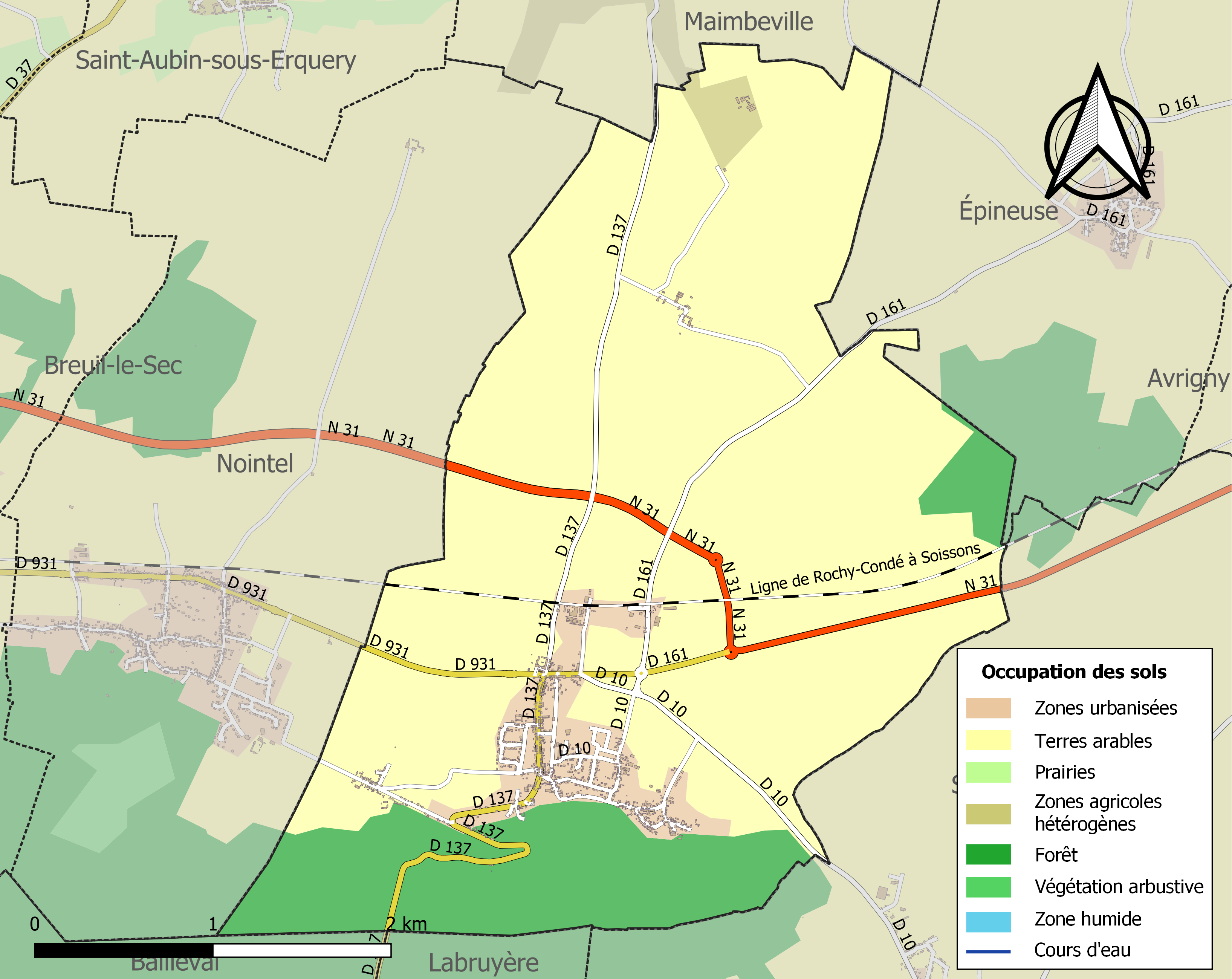
Carte des infrastructures et de l'occupation des sols de la commune en 2018 (CLC).

### Morphologie urbaine
Le quartier Saint-Antoine, l'Usine proche, l'ancien hameau de Saint-Vaast sont groupés près de l'ancienne route nationale. Mais des constructions les ont réunis au village. Au sud du village, au bas du chemin descendant du coteau, est l'ancien hameau du Fayel, également réuni au village. À l'est de Catenoy sont, très voisins l'un de l'autre, Villers et Visigneux. Le petit hameau de Luchy, comprenant deux fermes, est à deux kilomètres et demi du centre. Plus au nord se trouve la ferme du bois de Luchy.

### Lieux-dits, hameaux et écarts
Il existe plusieurs hameaux, tous situés, comme le village, au pied du versant nord de la montagne de Liancourt ou Bois des Côtes : Courcelles, la Gare, Saint-Antoine, l'Usine, Villers et Visigneux, et deux écarts : Luchy et la ferme du bois de Luchy, bâtis en limite de la plaine picarde, presque en limite communale.

### Habitat et logement
En 2018, le nombre total de logements dans la commune était de 449, alors qu'il était de 425 en 2013 et de 426 en 2008.
Parmi ces logements, 94,4 % étaient des résidences principales, 1,6 % des résidences secondaires et 4 % des logements vacants. Ces logements étaient pour 95,7 % d'entre eux des maisons individuelles et pour 4,3 % des appartements.
Le tableau ci-dessous présente la typologie des logements à Catenoy en 2018 en comparaison avec celle de l'Oise et de la France entière. Une caractéristique marquante du parc de logements est ainsi une proportion de résidences secondaires et logements occasionnels (1,6 %) inférieure à celle du département (2,5 %) mais supérieure à celle de la France entière (9,7 %). Concernant le statut d'occupation de ces logements, 84,1 % des habitants de la commune sont propriétaires de leur logement (86,8 % en 2013), contre 61,4 % pour l'Oise et 57,5 pour la France entière.
| Typologie                                               | Catenoy | Oise | France entière |
| ------------------------------------------------------- | ------- | ---- | -------------- |
| Résidences principales (en %)                           | 94,4    | 90,4 | 82,1           |
| Résidences secondaires et logements occasionnels (en %) | 1,6     | 2,5  | 9,7            |
| Logements vacants (en %)                                | 4       | 7,1  | 8,2            |

### Voies de communications et transports

#### Voies de communication
La commune est desservie par la route nationale 31, reliant Rouen à Reims par Beauvais et Compiègne, et qui traverse le territoire d'ouest en est, ne touchant les habitations qu'au quartier Saint-Antoine.
Son tracé a été rectifié au XIXe siècle, en direction de Compiègne par rapport à la route précédente et au chemin antique. La chaussée a été élargie dans les années 1960 pour répondre au trafic croissant des camions. Depuis 2012, elle est  déviée du hameau de Saint-Antoine par une voie express débutant à Breuil-le-Sec et se terminant provisoirement à l'est du village. Il s'agit du principal axe routier traversant le territoire. À terme, son tracé sera entièrement en deux fois deux voies jusqu'à Compiègne[réf. nécessaire]. L'ancienne route a été déclassée en RD 931 de Catenoy à Clermont en passant par Nointel.
La route départementale 10, débutant à l'est de Saint-Antoine sur la RD 931, rejoint la commune voisine de Sacy-le-Grand et se termine à Saint-Martin-Longueau. La route départementale 137, reliant Maimbeville à Noailles, arrive de cette première commune par le nord au hameau de Saint-Antoine par la rue du Maimbeville où elle croise la RD 931 puis traverse et quitte le village par le bois des Côtes par la rue de Liancourt. La route départementale 161, débute au commencement de la route départementale 10 à l'est de Saint-Antoine, suit la rue de la Gare et se dirige vers Épineuse. Plusieurs voies communales se situent sur le territoire et relient Catenoy à Nointel, la RD 137 à Courcelles, Catenoy à la route nationale 31 par Villers, la RD 137 à la RD1 61 par Luchy ainsi que Luchy à la ferme du bois de Luchy.
L'aéroport de Beauvais-Tillé se trouve à 30,6 km à l'ouest de la commune et l'aéroport de Paris-Charles-de-Gaulle se trouve à 40,6 km au sud. Il n'existe aucune liaison entre la commune et ces aéroports par des transports en commun.
La Trans'Oise, voie verte reliant Beauvais à Catenoy, longe la RD 931. Elle devrait être prolongée à terme vers Compiègne. La variante de l'avenue verte reliant Londres à Paris traverse la commune par la route départementale 10 puis par les rues de Sacy-le-Grand, des Buttes, de Courcelles et de Nointel.
Le circuit de randonnée no 12 du GEP Centre Oise traverse également la commune par Courcelles, Catenoy, la vallée Beudron puis par le mont César, dans le bois des Côtes.

#### Transports
La gare la plus proche est celle de Liancourt-Rantigny à 6,7 kilomètres au sud-est sur la ligne de Paris-Nord à Lille. Située sur la même ligne, la gare de Clermont-de-l'Oise se trouve à 7 kilomètres à l'ouest. Elles sont desservies par des trains TER Hauts-de-France qui effectuent des missions entre les gares de Paris-Nord, ou de Creil, et de Saint-Just-en-Chaussée ou d'Amiens.
La commune est desservie, en 2023, par les lignes 660, 682, 6348 et 6356 du réseau interurbain de l'Oise. Une navette de regroupement pédagogique intercommunal (ligne 6822) relie l'école primaire communale de Maimbeville à Catenoy et au hameau de Luchy.

## Toponymie
Le nom de la localité est attesté sous les formes « Castenetum » vers 1010, « Castiniacum », « Castenoix », « Casthenoy » et « Catte Noix » en 1726. En picard, il se prononce « Catnoé ». Ce fut tout d'abord un fundus gallo-romain. Son nom indique un lieu planté de châtaigniers. Le suffixe latin -etum a laissé le y final.
L'ancien hameau du Fayel a un nom signifiant lieu où poussent les hêtres : « Fagetum ». Le hameau de Courcelles, petite cour, petit domaine, se nommait « Castenatum » vers 1169, « Corceles » en 1246. Visigneux s'appelait « Visignolium » vers 1250, « Visigneul » en 1517. Luchy fut un fundus gallo-romain, domaine de Luciacum. Villers fut ainsi nommé car c'était une possession de la maison de Villers-Saint-Paul. La ferme du bois de Luchy prit ce nom à la suite du défrichement d'une grande étendue boisée voisine de Maimbeville.

## Histoire

### Préhistoire
En 1845 est découvert à Catenoy un tumulus qui protégeant une sépulture renfermant entre 22 et 26 squelettes humains de l'époque préhistorique, confondu avec le rempart daté des  Gaulois. Il s'agit d'une grande cavité, dallée de pierres brutes, ayant 3 à 4 mètres de côté, avec des squelettes superposés. On y a découvert aussi de petits objets. Certains ossements portent des traces de feu. Les silex proviennent  très certainement des carrières qui sont plus tard reconnues au nord de Catenoy et Nointel, à Fitz-James, Saint-Aubin-sous-Erquery. Il n'a pas été trouvé là des objets en bronze. Mais des découvertes indiquent que ce promontoire est occupé par des peuples possédant l'art de polir le silex et l'art de la poterie. Un examen approfondi des lieux fait apparaître que les Gaulois (les Bellovaques) y ont installé une fortification, ainsi qu'un habitat. Le camp est défendu vers l'ouest, côté où il est relié au plateau, par une voie de 7 à 8 mètres d'élévation et environ 12 mètres d'épaisseur. La superficie totale occupée par l'ouvrage et ses défenses est approximativement de 4,5 hectares.

### Antiquité

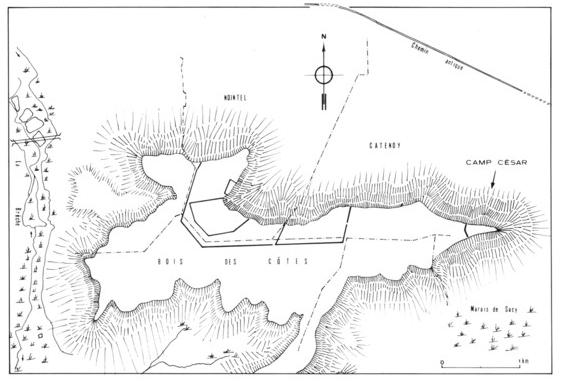
Plan de l'ancien camp de César et ses environs, dans le bois des Côtes.

Lorsqu'en 51 avant Jésus-Christ, les légions romaines installent, plus à l'ouest sur le plateau, ce qui devient le Grand camp, elles occupent aussi cet emplacement parfaitement situé pour la surveillance des plaines nord et est et adaptent les fortifications gauloises à leur propre technique, leurs ouvrages étant de dimensions moins considérables que ceux des Bellovaques.

### Moyen Âge

#### Haut Moyen Âge
En 1839 des sarcophages furent trouvés au camp. Plus récemment, l'exploitation de la carrière du Fayel, près de la RD 137, en met  d'autres au jour. Ils sont mérovingiens, comme en témoigne une francisque. D'autres se trouvent à Saint-Vaast, le hameau disparu. Cette pointe avancée, dite camp César, ne semble pas avoir plus tard joué un rôle militaire important. Une des anciennes chaussées Brunehaut, qui venait de Saint-Martin-Longueau, se sépare, sur le territoire de Sacy-le-Grand, en deux voies qui passent : l'une (La haute-Chaussée) aux bois de Favières et de Luchy, l'autre (la Basse-Chaussée) en direction du bois de Nointel. Ce sont maintenant des chemins secondaires. À l'emplacement du hameau de Courcelles fut un castellum de la défense du Grand camp. Luchy fut un fundus gallo-romain, domaine de Luciacum.

#### Moyen Âge central
Au Moyen Âge Catenoy est le siège d'une châtellenie qui dépendt du comté de Beauvais. Il en est fait mention, en particulier, dans une charte du roi Robert II le Pieux, de l'année 1015, sous le nom de Villa Castiniaco. Le château fort, dont il reste des vestiges dans le vieux mur (de 3 mètres d'épaisseur par endroits) qui entoure une partie de la mairie, est la résidence d'été des évêques-comtes de Beauvais avant la construction du château de Bresles. Cette seigneurie dispose d'une mesure particulière pour les grains. Elle a, sous le nom de prévôté, une justice seigneuriale dont le ressort est longtemps contesté par le bailliage de Senlis et de celui de Beauvais, auquel un arrêté du Parlement de Paris du 26 août 1760, le maintient définitivement. Les rois de France ont droit de gîte à Catenoy.
Le bourg est dévasté en 1358, lors de la Jacquerie. Le château, détruit, n'est pas reconstruit. Cette révolte des paysans et d'une partie du clergé se termine dans la plaine entre Catenoy et Nointel, au lieu-dit le Champ de Bataille, par une lutte sanglante dans laquelle les troupes de Charles le Mauvais massacrent ou pendent plusieurs centaines de révoltés. Leur chef, Guillaume Carle, est, par ruse, attiré à Clermont et y est exécuté. Sa mort amène la dispersion de ce qui restait de ses partisans.

#### Bas Moyen Âge
Un marché est institué à Catenoy, afin de permettre de relever les ruines que des tragiques événements avaient détruites. En avril 1361, le roi Jean le Bon confirme cette institution, qui est à l'origine de la foire de la Saint-Michel. Elle se tenait le 29 septembre et a lieu maintenant le premier dimanche d'octobre[réf. nécessaire].
Pendant très longtemps la seigneurie de Villers-lès-Catenoy appartient à la famille de Villers-Saint-Paul, comme Labruyère et divers autres lieux. En 1352, le principal[C'est-à-dire ?] de la seigneurie consiste en un manoir, cens, champarts, vignes et comprenant aussi les voiries. Le Fayel possède encore des traces de son ancien manoir dans une construction massive en bordure de route. La paroisse a eu le titre de ville.
L'ancien hameau de Saint-Vaast avait  une église et un cimetière. Saint-Antoine est le siège d'une commanderie dépendant de l'abbaye Saint-Antoine-des-Champs de Paris. Il en demeure la chapelle du XVe siècle, transformée en grange, et le corps d'habitation. Elle a longtemps été longtemps un hôpital[réf. nécessaire].
Les habitants du hameau de Villers relevaient de la paroisse de Choisy-la-Victoire, comme ceux de Ladrancourt (Sacy-le-Grand). Visigneux est une agglomération médiévale. La ferme d'Orcamp est jadis construite par les moines défricheurs de l'abbaye d'Ourscamp, d'où son nom.

### Époque moderne

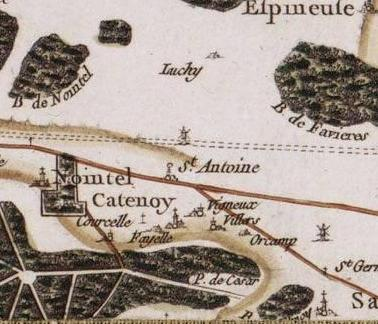
Catenoy, sur la carte de Cassini (XVIIIe siècle).

On trouve mention de l'acte par lequel, le 16 janvier 1673 les héritiers de Nicolas Thibault vendent à Louis Béchameil de Nointel, marquis de Nointel, les fiefs de Courcelles, Fayel et Luchy. Jadis, cette population s'occupait à la terre et aux bois, les artisans, comme il était alors  l'usage dans les campagnes, cultivant quelques parcelles. La route de Liancourt venait autrefois tourner là, à angle droit, pour gagner la route royale, à 600 mètres du carrefour Saint-Antoine. Près du grand chemin de Sacy-le-Grand, au pied de la colline et de la cavée du Camp de César, était la ferme d'Orcamp. Elle avait été attribuée en 1645 à l'hospice de Liancourt par Roger du Plessis-Liancourt. Un hameau l'entourait, cité en 1608. La carte du diocèse de Beauvais de 1710 y indique un monastère au nord du chemin de Courcelles.
En 1777, la commanderie de Saint-Antoine de Catenoy est rattachée à l'ordre de Malte
En 1789 la paroisse comptait 196 feux. Dans leurs cahiers de doléances, les habitants demandèrent en particulier : la suppression des aides, la réduction des impôts sur le sel et sur le tabac, que tous les impôts soient réduits à un seul, pour en faciliter la perception, qu'il soit mis fin à l'invasion du gros gibier (cerfs, biches, sangliers) qui causaient un tort considérable aux productions de l'agriculture et qui provenaient de la capitainerie d'Halatte, bien qu'elle soit éloignée de 3 lieues. La ferme d'Orcamp a été détruite en 1820.

### Époque contemporaine
De l'histoire des temps récents, les mémoires ont retenu qu'une grave épidémie de variole ayant éclaté en 1801 à Catenoy, qui décimait la population, mais qui fut rapidement arrêtée grâce à la vaccination, qui venait d'être diffusée dans le secteur par La Rochefoucauld-Liancourt, et dont le maire, Louis Prévost, s'était fait l'ardent propagandiste.
La viniculture disparait après la Révolution.

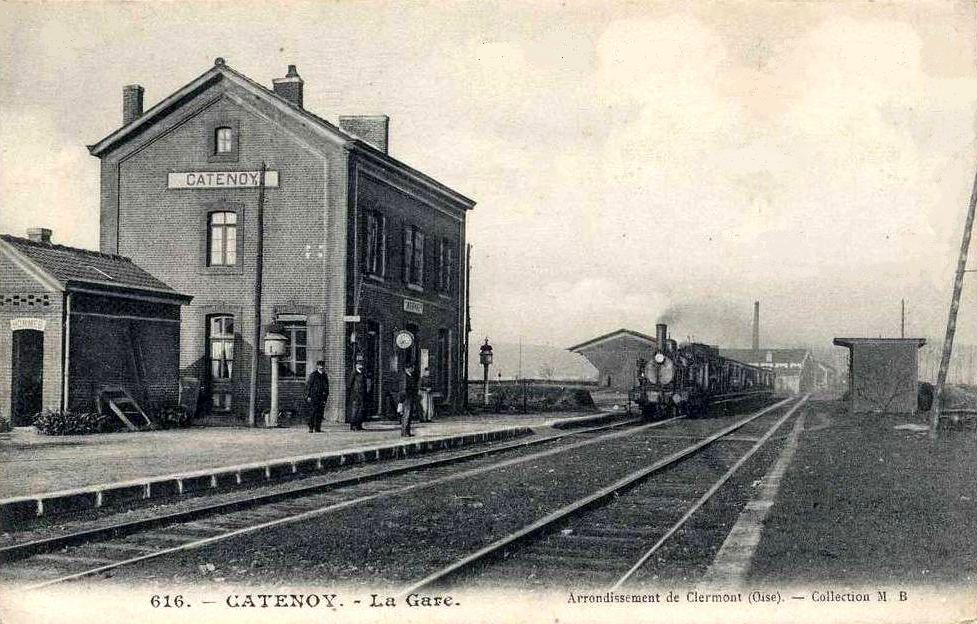
L'ancienne gare de Catenoy.

La commune est en partie traversée par l'ancienne ligne de Rochy-Condé à Soissons, reliant en partie Beauvais à Compiègne. En même temps que l'ouverture de la ligne entre Clermont et le Bois-de-Lihus, la halte ferroviaire de Catenoy est inaugurée le 15 avril 1879, entrainant la création d'un quartier nouveau. Le trafic voyageur cesse le 15 mai 1939. La voie est déclassée entre le hameau de Froyères (Choisy-la-Victoire) et Estrées-Saint-Denis en 1964, condamnant ainsi la halte de Catenoy. Le trafic marchandises ayant perduré jusqu'en 1968 et la gare a été démolie partiellement en 2010, mais certains bâtiments liés à l'activité ferroviaire subsistent
En 1834, Louis Graves indique que la commune est propriétaire d'un presbytère, de la mairie et d'une école. La population vivait essentiellement des travaux agricoles et l'on comptait sur le territoire trois moulins à vent et une tuilerie. Une foire se tenait à la Saint-Michel.
Au début du XXe siècle est créé la féculerie des établissements Gouthier, qui deviendra en 1926 l'entreprise Quetol (fabricant de produits chimiques), en 1932 une usine de fabrication de l'éther et de la glycérine (entreprise Voituriez-Niormand et, en 1939, Seciven), puis l'usine de produits chimiques passée sous le contrôle de Péchiney-Saint-Gobain en 1965, de Rhône-Poulenc (Société Française d'Organo-Synthèse) en 1969, prédécesseurs de l'actuelle usine,.
Lors de la Première Guerre mondiale, Catenoy ne s'est pas trouvé sur la ligne de front, mais a accueilli l'hôpital d'évacuation no 36. Après la guerre, la Nécropole nationale de Catenoy, un important cimetière militaire, a été établi, en bordure de l'ancienne route nationale. Il a reçu encore, en mai 1965, 105 corps de victimes des derniers conflits. Y sont également inhumés un pilote australien, un britannique, un soldat russe et quatre Français tués lors de la Seconde Guerre mondiale,

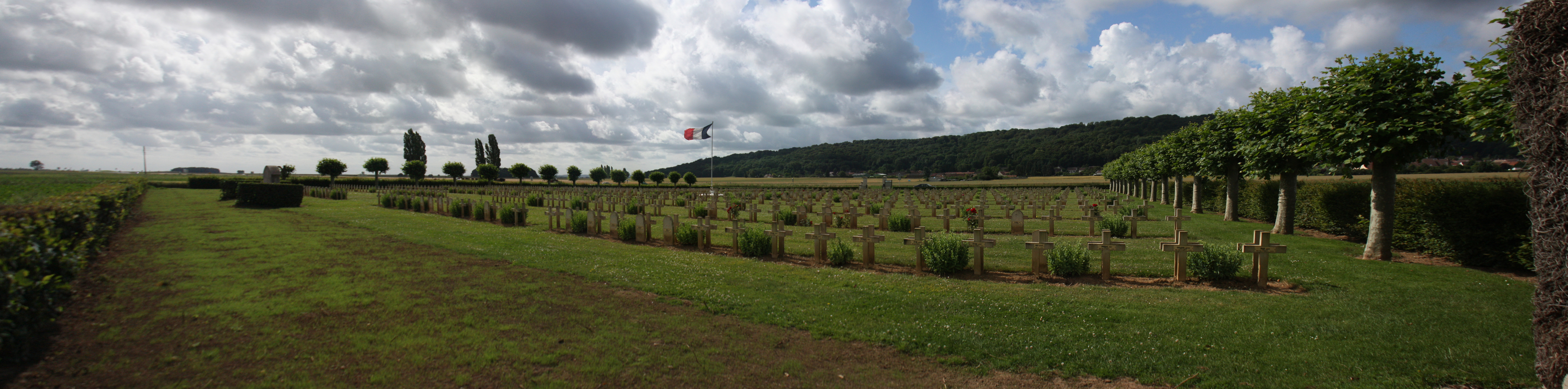
La Nécropole nationale de Catenoy.

La déviation de Catenoy par la route nationale 31 a été inaugurée en 2012. Sa mise à 2x2 voies entre Catenoy et le Bois-de-Lihus est envisagée à la fin des années 2020.

## Politique et administration

### Rattachements administratifs et électoraux
La commune se trouve depuis 1942 dans l'arrondissement de Clermont du département de l'Oise. Pour l'élection des députés, elle fait partie depuis 1988 de la septième circonscription de l'Oise.
La commune appartenait au canton de Liancourt depuis le 26 ventôse an XI (17 mars 1803), ayant été tout d'abord comprise dans celui de Sacy-le-Grand puis dans celui de Bailleul-le-Soc. Dans le cadre du redécoupage cantonal de 2014 en France, elle est désormais rattachée au canton de Clermont.

### Intercommunalité
La commune, jusqu'alors isolée, a rejoint le 1er janvier 2013 la communauté de communes du Clermontois.

### Liste des maires
| Période                                  | Période                        | Identité                        | Étiquette | Qualité                                                   |
| ---------------------------------------- | ------------------------------ | ------------------------------- | --------- | --------------------------------------------------------- |
| Les données manquantes sont à compléter. |                                |                                 |           |                                                           |
| 1800                                     | 1811                           | Louis Prévost                   |           | Fermier de Saint Antoine                                  |
| 1811                                     | 1816                           | Louis Gabriel Esprit Bouchez    |           | Cultivateur                                               |
| 1816                                     | 1826                           | Charles Benoist                 |           | Cultivateur                                               |
| 1826                                     | 1830                           | Ambroise Gérard                 |           | Marchand de vin en gros                                   |
| 1830                                     | 1848                           | Pierre Auguste Dumont           |           | Cultivateur Conseiller général de Liancourt (1836 → 1848) |
| 1848                                     | 1850                           | Louis Antoine Pillon            |           | Cultivateur                                               |
| 1850                                     | 1852                           | Auguste Lobgeois                |           |                                                           |
| 1852                                     | 1863                           | Louis Charles Cauillez          |           |                                                           |
| 1863                                     | 1869                           | Jean Baptiste Lambert Pangnière |           |                                                           |
| 1869                                     | 1871                           | Louis Charles Cauillez          |           |                                                           |
| 1871                                     | 1874                           | Louis Léopold Thierry           |           | Cultivateur                                               |
| 1874                                     | 1878                           | Auguste Alfred Boullanger       |           |                                                           |
| 1878                                     | 1888                           | Denis Delmart                   |           |                                                           |
| 1888                                     | 1892                           | Auguste Alfred Boullanger       |           |                                                           |
| 1892                                     | après 1893                     | Hypolite Alfred Paul            |           |                                                           |
| Les données manquantes sont à compléter. |                                |                                 |           |                                                           |
| 1965                                     | En cours (au 14 décembre 2021) | Michel Rubé                     | DVD       | Agriculteur retraité Réélu pour le mandat 2020-2026,      |

## Équipements et services publics

### Enseignement
La commune dispose d'un groupe scolaire qui accueille également les élèves de Maimbeville, doté d'une cantine et d'un accueil périscolaire.
Les enfants continuent leur scolarité au collège de Breuil-le-Vert.

### Justice, sécurité, secours et défense
La commune accueille depuis 2017 une brigade de gendarmerie, qui, avec celle de Brenouille, constitue une communauté de brigades.
En, 2021, la brigade accueille le public deux demi-journées par semaine,.

## Population et société

### Démographie

#### Évolution démographique
L'évolution du nombre d'habitants est connue à travers les recensements de la population effectués dans la commune depuis 1793. Pour les communes de moins de 10 000 habitants, une enquête de recensement portant sur toute la population est réalisée tous les cinq ans, les populations de référence des années intermédiaires étant quant à elles estimées par interpolation ou extrapolation. Pour la commune, le premier recensement exhaustif entrant dans le cadre du nouveau dispositif a été réalisé en 2005.

En 2022, la commune comptait 1 080 habitants, en évolution de +3,45 % par rapport à 2016 (Oise : +0,87 %, France hors Mayotte : +2,11 %).
| 1793 | 1800 | 1806 | 1821 | 1831 | 1836 | 1841 | 1846 | 1851 |
| ---- | ---- | ---- | ---- | ---- | ---- | ---- | ---- | ---- |
| 738  | 682  | 684  | 659  | 630  | 590  | 583  | 574  | 577  |

| 1856 | 1861 | 1866 | 1872 | 1876 | 1881 | 1886 | 1891 | 1896 |
| ---- | ---- | ---- | ---- | ---- | ---- | ---- | ---- | ---- |
| 575  | 545  | 523  | 510  | 524  | 558  | 590  | 552  | 567  |

| 1901 | 1906 | 1911 | 1921 | 1926 | 1931 | 1936 | 1946 | 1954 |
| ---- | ---- | ---- | ---- | ---- | ---- | ---- | ---- | ---- |
| 543  | 537  | 530  | 497  | 509  | 528  | 569  | 582  | 604  |

| 1962 | 1968 | 1975 | 1982 | 1990  | 1999  | 2005  | 2006  | 2010  |
| ---- | ---- | ---- | ---- | ----- | ----- | ----- | ----- | ----- |
| 642  | 625  | 749  | 763  | 1 052 | 1 094 | 1 079 | 1 087 | 1 031 |

| 2015  | 2020  | 2022  | - | - | - | - | - | - |
| ----- | ----- | ----- | - | - | - | - | - | - |
| 1 049 | 1 035 | 1 080 | - | - | - | - | - | - |

#### Pyramide des âges
La population de la commune est relativement jeune.
En 2018, le taux de personnes d'un âge inférieur à 30 ans s'élève à 32,4 %, soit en dessous de la moyenne départementale (37,3 %). À l'inverse, le taux de personnes d'âge supérieur à 60 ans est de 25,3 % la même année, alors qu'il est de 22,8 % au niveau départemental.
En 2018, la commune comptait 514 hommes pour 525 femmes, soit un taux de 50,53 % de femmes, légèrement inférieur au taux départemental (51,11 %).
Les pyramides des âges de la commune et du département s'établissent comme suit.
| Hommes | Classe d’âge | Femmes |
| ------ | ------------ | ------ |
| 0,4    | 90 ou +      | 1,3    |
| 4,1    | 75-89 ans    | 6,1    |
| 19,7   | 60-74 ans    | 18,9   |
| 23,0   | 45-59 ans    | 23,1   |
| 20,1   | 30-44 ans    | 18,4   |
| 15,4   | 15-29 ans    | 13,4   |
| 17,2   | 0-14 ans     | 18,7   |

| Hommes | Classe d’âge | Femmes |
| ------ | ------------ | ------ |
| 0,5    | 90 ou +      | 1,4    |
| 5,5    | 75-89 ans    | 7,6    |
| 15,6   | 60-74 ans    | 16,3   |
| 20,8   | 45-59 ans    | 20     |
| 19,4   | 30-44 ans    | 19,4   |
| 17,6   | 15-29 ans    | 16,2   |
| 20,6   | 0-14 ans     | 19,1   |

### Sécurité
La brigade de gendarmerie a été transformée depuis mars 2017 en brigade territoriale de contact (BTC) dont les six militaires sont chargés, dans le cadre de la mise en place de la  police de sécurité du quotidien (PSQ), de retisser les liens avec la population des 27 communes desservies.

## Économie
- Usine chimique Addivant, qui fabrique des produits antioxydants, classée Seveso[47],[48], qui emploie en 2018 soixante-quinze salariés[49].

- Plate-forme d'expérimentation de la chambre d'agriculture[50].

## Culture locale et patrimoine

### Lieux et monuments
La commune compte deux monuments historiques sur son territoire, l'un classé, le second inscrit :
- L'oppidum de Catenoy ou camp de César est situé sur un plateau en grande partie boisé, il s'étend sur 5 km d'ouest en est et sur 3 km du nord au sud. 
L'éperon domine les tourbières et les fonds de vallées voisines. Les fouilles archéologiques entreprises en 1951 ont montré une forte occupation humaine au Néolithique, culture du Chasséen (IVe millénaire avant notre ère), à l'âge du bronze final (début du premier millénaire avant notre ère), et aux époques gallo-romaine et mérovingienne. La fortification principale date du Néolithique moyen et de l'âge du bronze final. L'oppidum est protégé en tant que monument historique : inscription du le 15 avril 1988[51].
- L'église Saint-Michel-et-Saint-Vaast, date presque entièrement du XIIe siècle. 
De cette époque sont la façade, le clocher, le chœur et le nord du transept.

Les fenêtres du chœur et des deux croisillons appartiennent au style gothique rayonnant. Le portail est à plein cintre, à voussures en retrait chargées de feuillages, dont les arcs retombent sur douze colonnettes à chapiteaux très fouillés : c'est ce que les archéologues appellent un portail fleuri. Au-dessus de la porte est une fenêtre ornementée, en plein cintre. Entre les contreforts de la façade sont de petites arcades romanes bouchées. Le clocher est central, carré, trapu. Chacune de ses faces est percée de deux fenêtres sous-divisées par des colonnettes du même style que celui du portail. Des cordons agrémentent le clocher, avec corniche à biseau et corbeaux variés. Il a été remanié aux XVe et XVIe siècles.
Les bras du transept, du XIIIe siècle se terminent en pignon. Celui du sud a une fenêtre avec meneau et rosace. La nef a des fenêtres modernes, à droite seulement, côté où il n'y a pas de collatéral. Il en existe un à gauche, qui est percé d'une petite porte. 
À l'intérieur, près du portail sont deux colonnes courtes à gros chapiteaux, entourées de fûts plus minces. De part et d'autre de ces colonnes se trouvent dans les murs des arcades bouchées qui se prolongent sur une partie des murs sud et nord. Elles ne sont pas toutes du même dessin. On trouve quatre grosses colonnes entre la nef et le collatéral. 
Le chœur a été construit en plein cintre. La nef et le collatéral sont lambrissés en berceau, ainsi que le transept. 
Les fonts baptismaux sont constitués par une courte colonne surmontée d'un chapiteau aux sculptures frustes dont il n'est pas aisé de déterminer l'âge. Le chœur renferme le tombeau de l'amiral Jean de Chepoix, mort à Catenoy au XIVe siècle, alors qu'il sortait de la forteresse de Creil, où il a été retenu prisonnier par les Anglais au cours de la guerre de Cent Ans. 
Parmi les statues que renferme l'église sont à signaler un saint Michel en bois, l'un des patrons de la paroisse et une Vierge en pierre, datant du XIVe ou XVe siècle. L'église est classée monument historique depuis 1913.

L'église Saint-Michel-et-Saint-Vaast
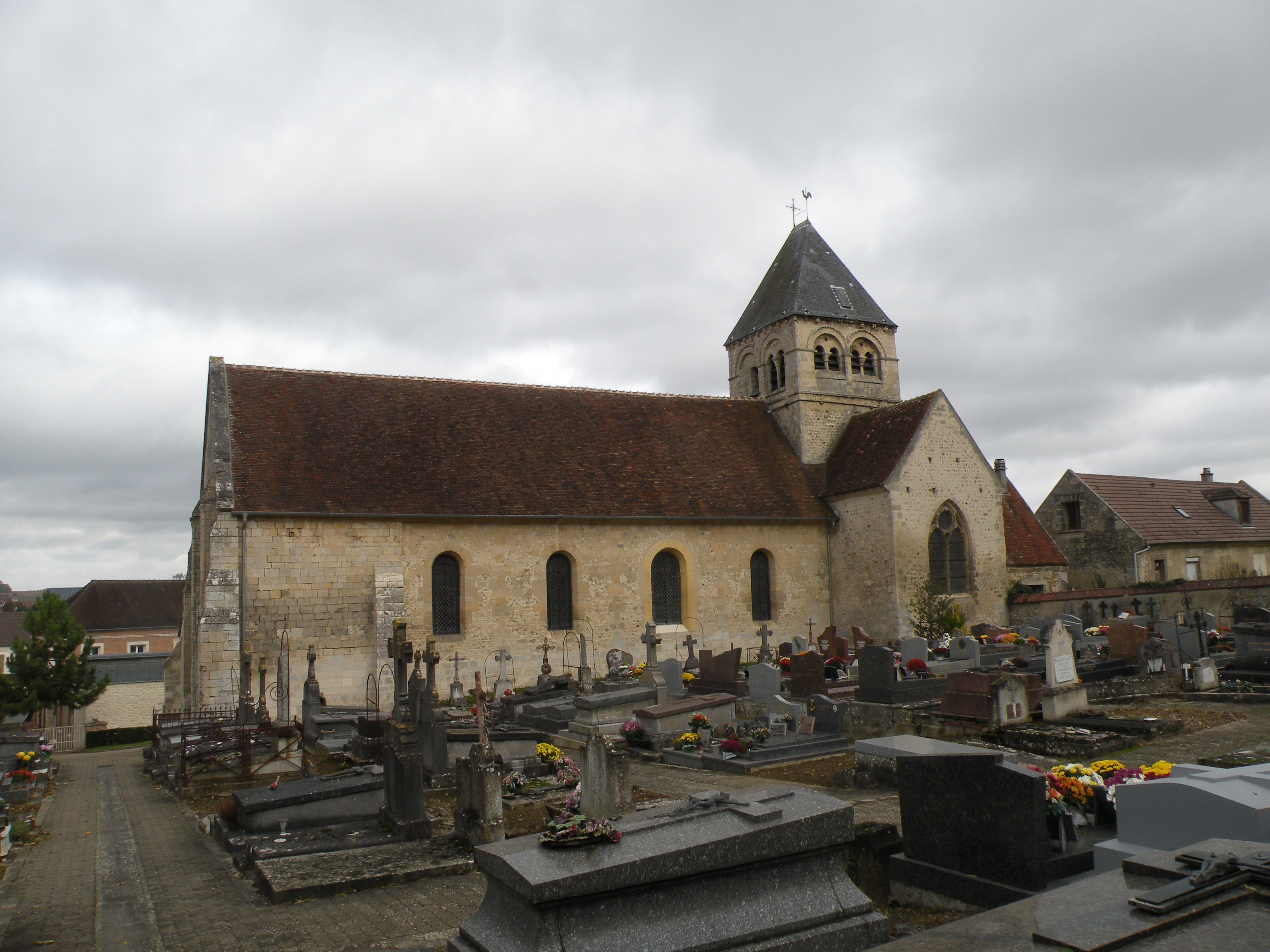
L'église Saint-Michel-et-Saint-Vaast.
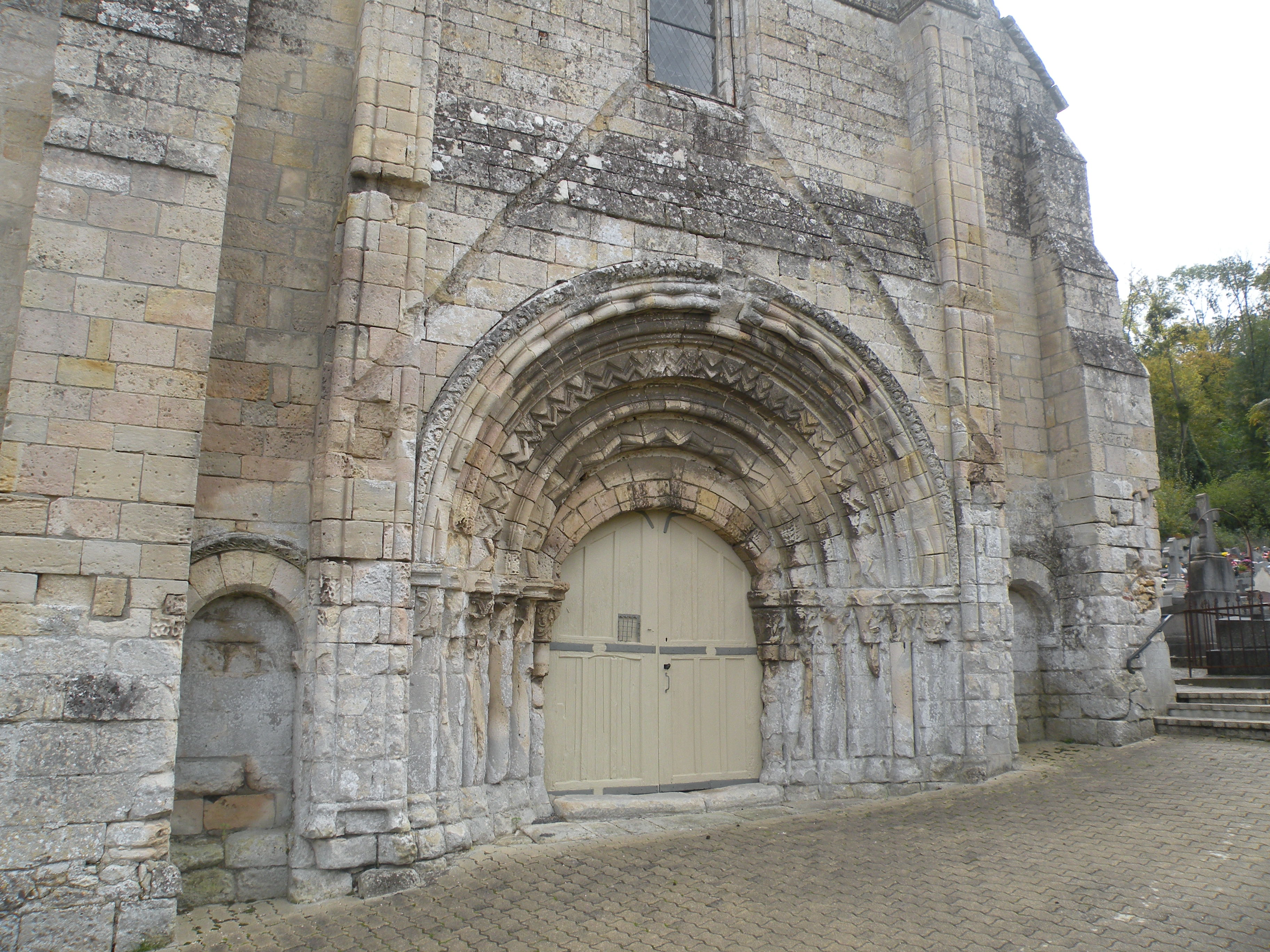
Le portail roman.
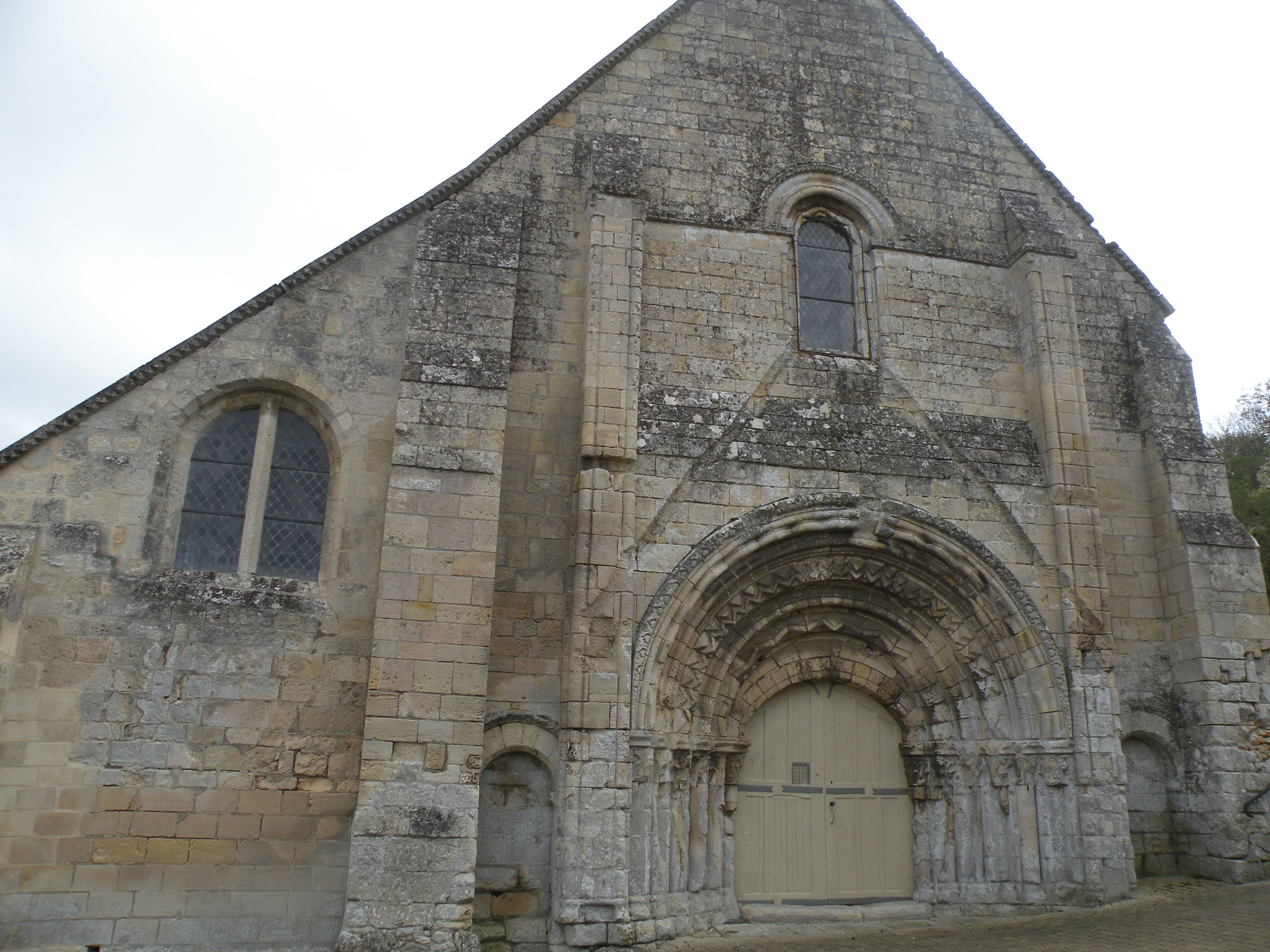
La façade du XIIe siècle.

On peut également signaler : 
- L'ancienne commanderie de Saint-Antoine : elle relevait de l'ordre hospitalier de Saint-Antoine de Thébaide, fondé en 1095, par Gaston de Vallière et son fils Gérin. Il soignait les malades atteints du « mal des ardents » ou « feu de Saint-Antoine », maladie produite par l'usage de seigle ergoté.

La chapelle importante, que nous voyons aujourd'hui au quartier Saint-Antoine, est transformée en bâtiment agricole. Elle date du XVe siècle, à l'époque de la reconstruction de la maladrerie. La chapelle est enclavée dans une ferme, ancien logis de la commanderie, à laquelle on accède par une porte charretière en arc surbaissé. Dans l'arc est le blason de l'ordre hospitalier de Saint-Antoine. Malgré quelques adaptations modernes, le logis est accosté d'une tour, en pierre jusqu'au premier étage et en brique ensuite. Elle renferme un escalier à vis sans rampe ayant une main courante creusée dans la cage circulaire même. Dans le logement sont demeurées les grandes cheminées aux vastes hottes, et les murs très épais datant de l'origine de l'établissement.
- La ferme de Courcelles dispose d'une longère rénovée et aménagée, qui accueillait autrefois une étable et une écurie. Le pigeonnier en bois restauré a gardé toute son authenticité avec son échelle et ses 480 cases d'élevage de pigeons[25]. La tour de la ferme a conservé ses voûtes du temps où elle était manoir[a 3].
- Lieux de mémoire de la Première Guerre mondiale 
  - Nécropole nationale de Catenoy, regroupant les dépouilles de soldats morts pour la France lors des batailles de l'Oise et datant de 1921 : entretenu aux frais de l'État par le ministère des Anciens Combattants. D'une superficie de 6 830 m2, il contient 1 752 corps, en partie exhumés de cimetières militaires du département comme ceux de Catenoy, Breuil-le-Sec, Épineuse, Angicourt, Mouy, Saint- Rémy, Litz et Plessis- Villette. Le corps de soldats des cimetières de Clermont et de Creil y ont été ré-inhumés entre 1965 et 1970[53],[31].
  - Monument aux morts, édifié sur souscription publique et implanté en 1921 dans le quartier Saint-Antoine. Au deuxième semestre 1990, il est transféré dans la rue de Liancourt, à la place d'une ancienne mare[7].

- Le parcours des sources et un sentier de randonnée long de 4 km créé en 2011 par l'association La Vie comme avant qui permet de découvrir les sources de Catenoy, dénommées Trinquette, Aimable, Terrasse, Froide et Buttée[8] ,[54].

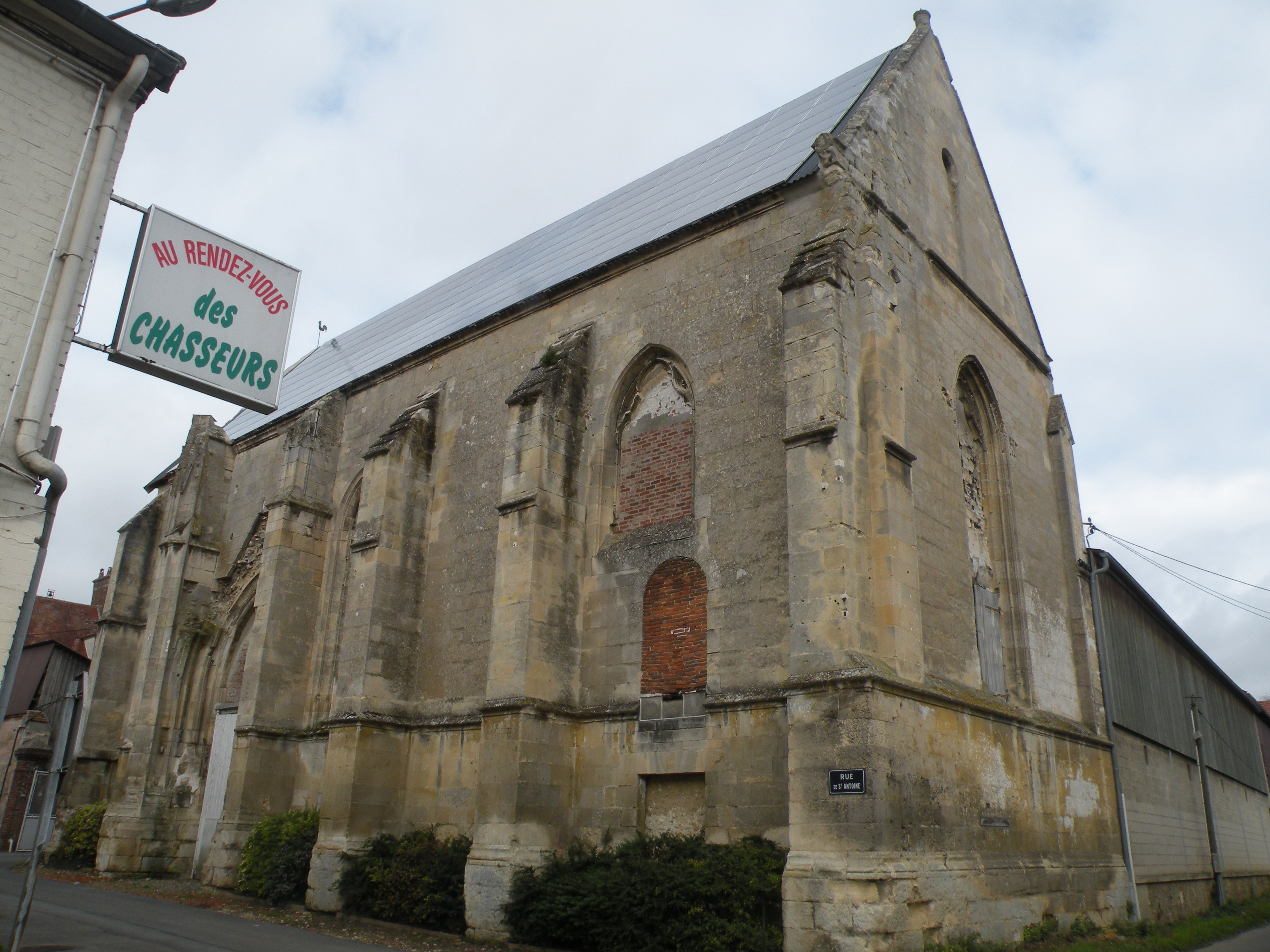
Ancienne chapelle de la commanderie de Saint-Antoine.
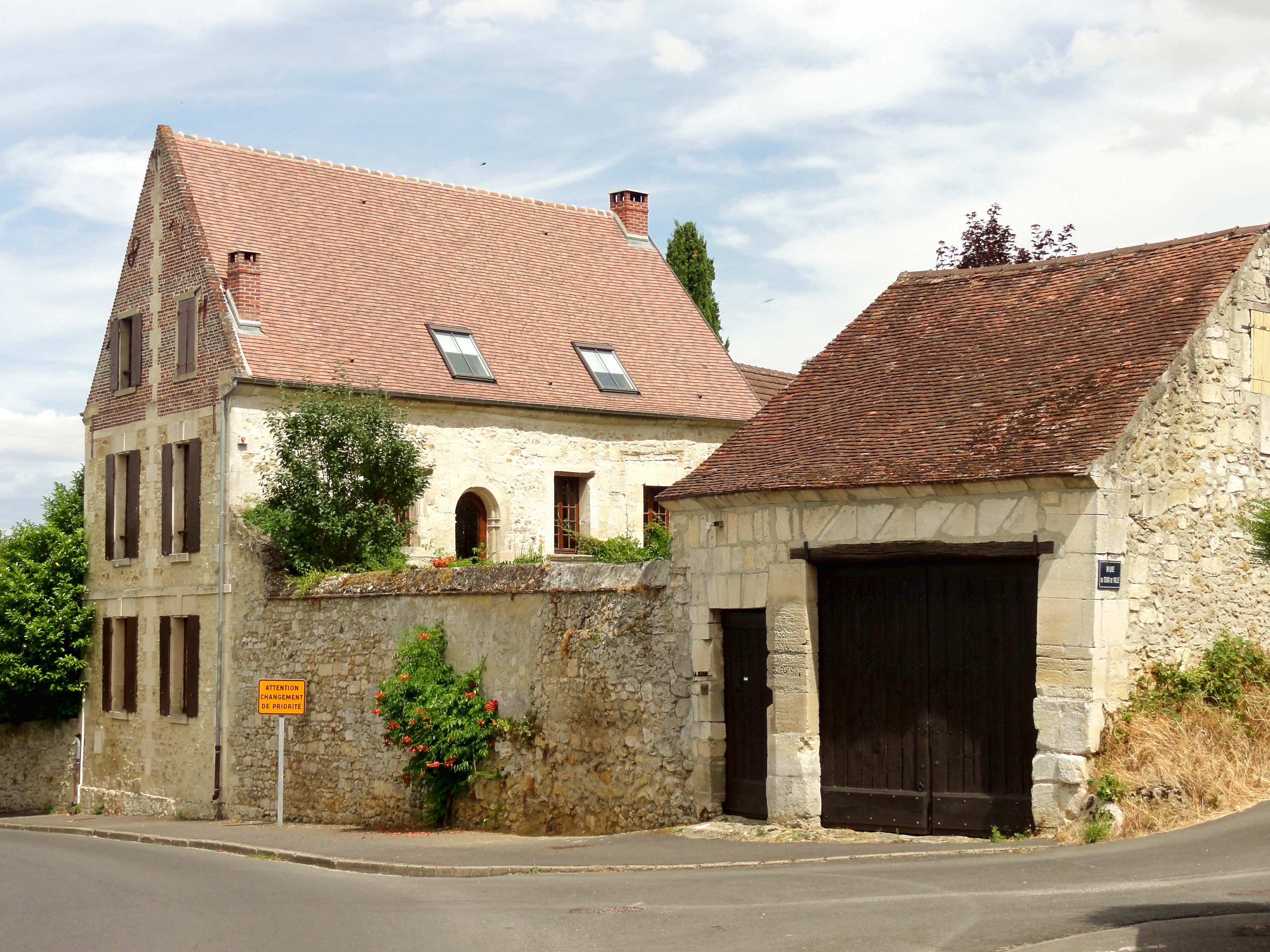
Maison, route de Liancourt.
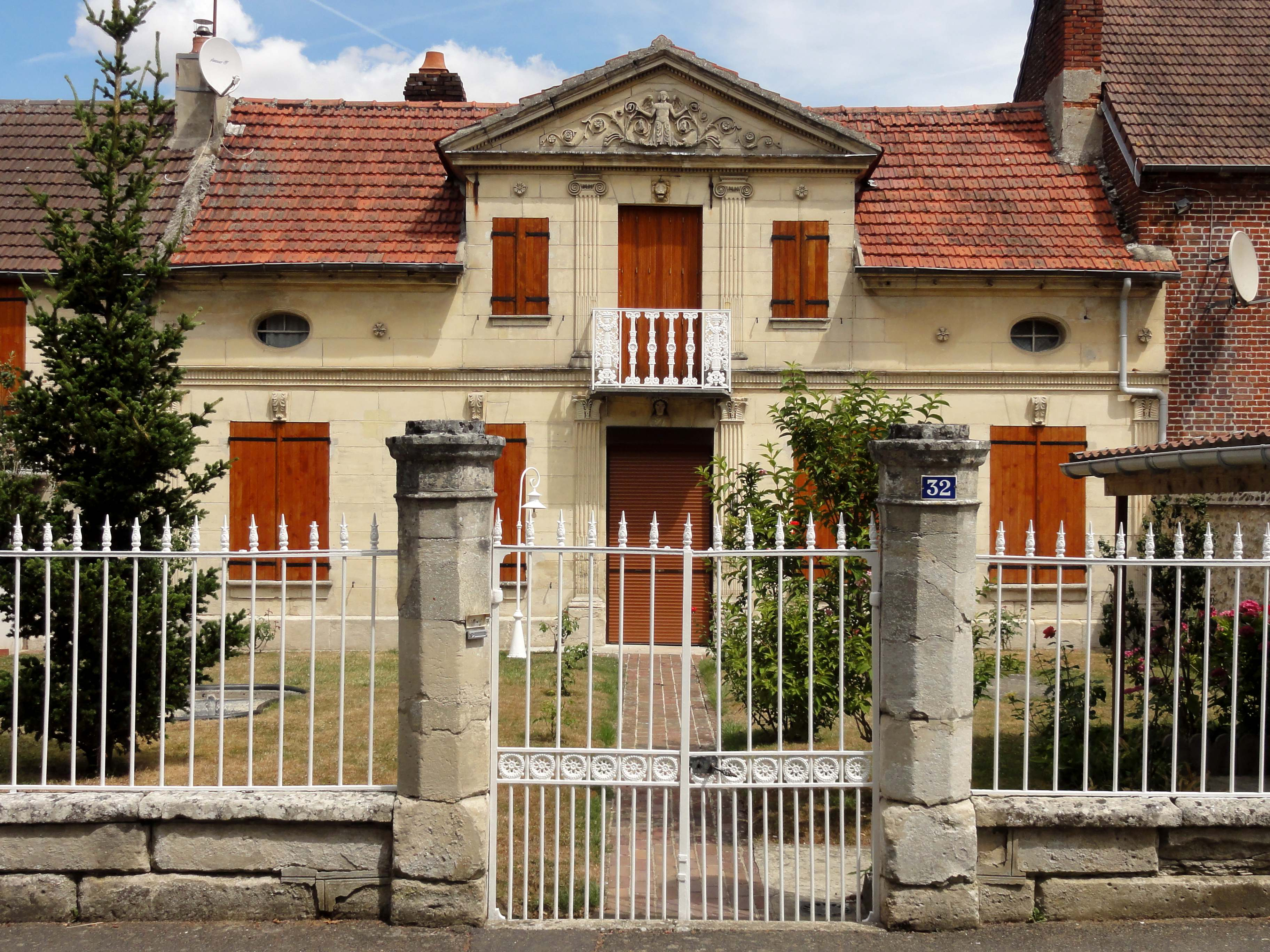
Maison à fronton orné, rue de Nointel.
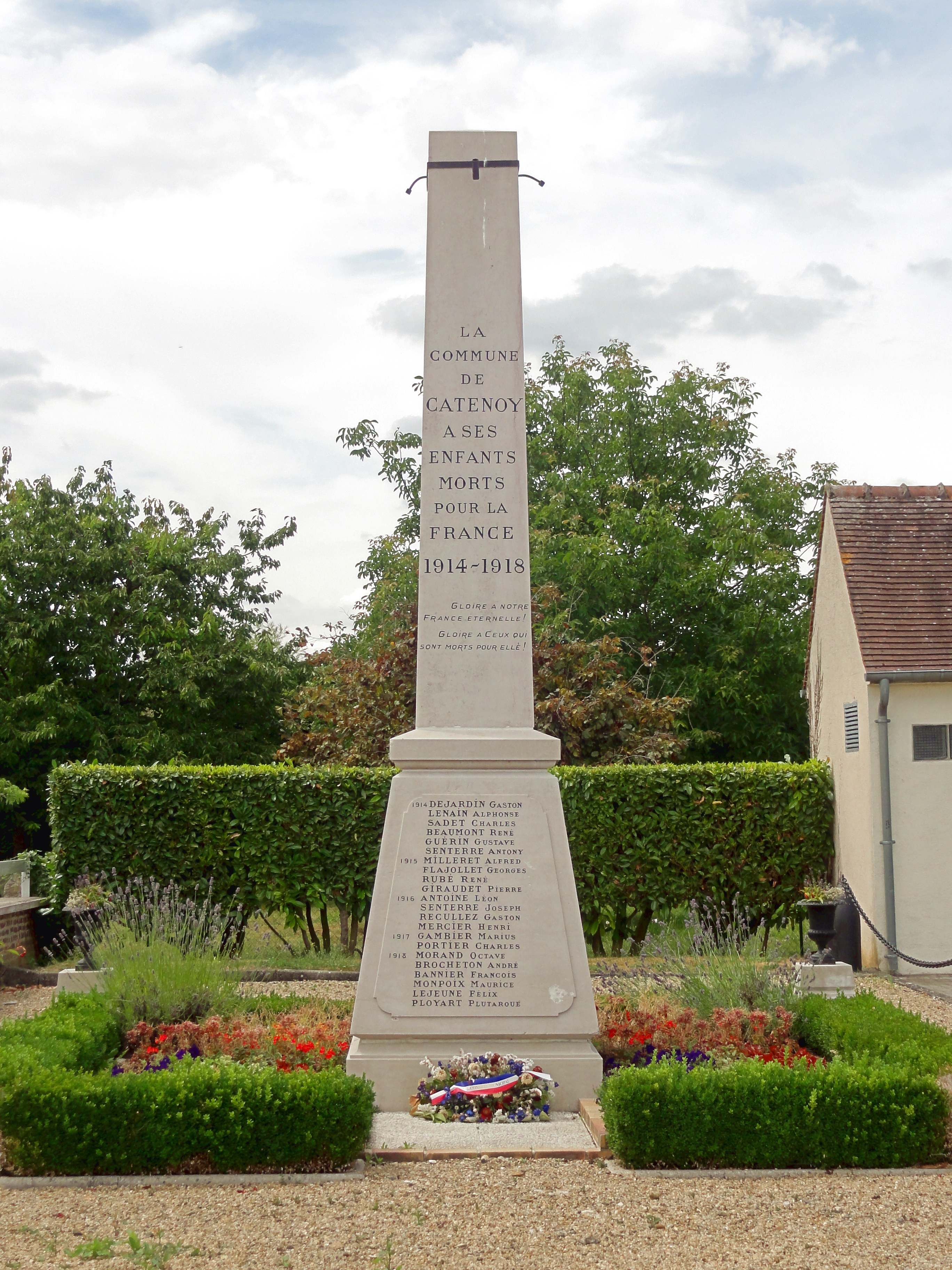
Monument aux morts.
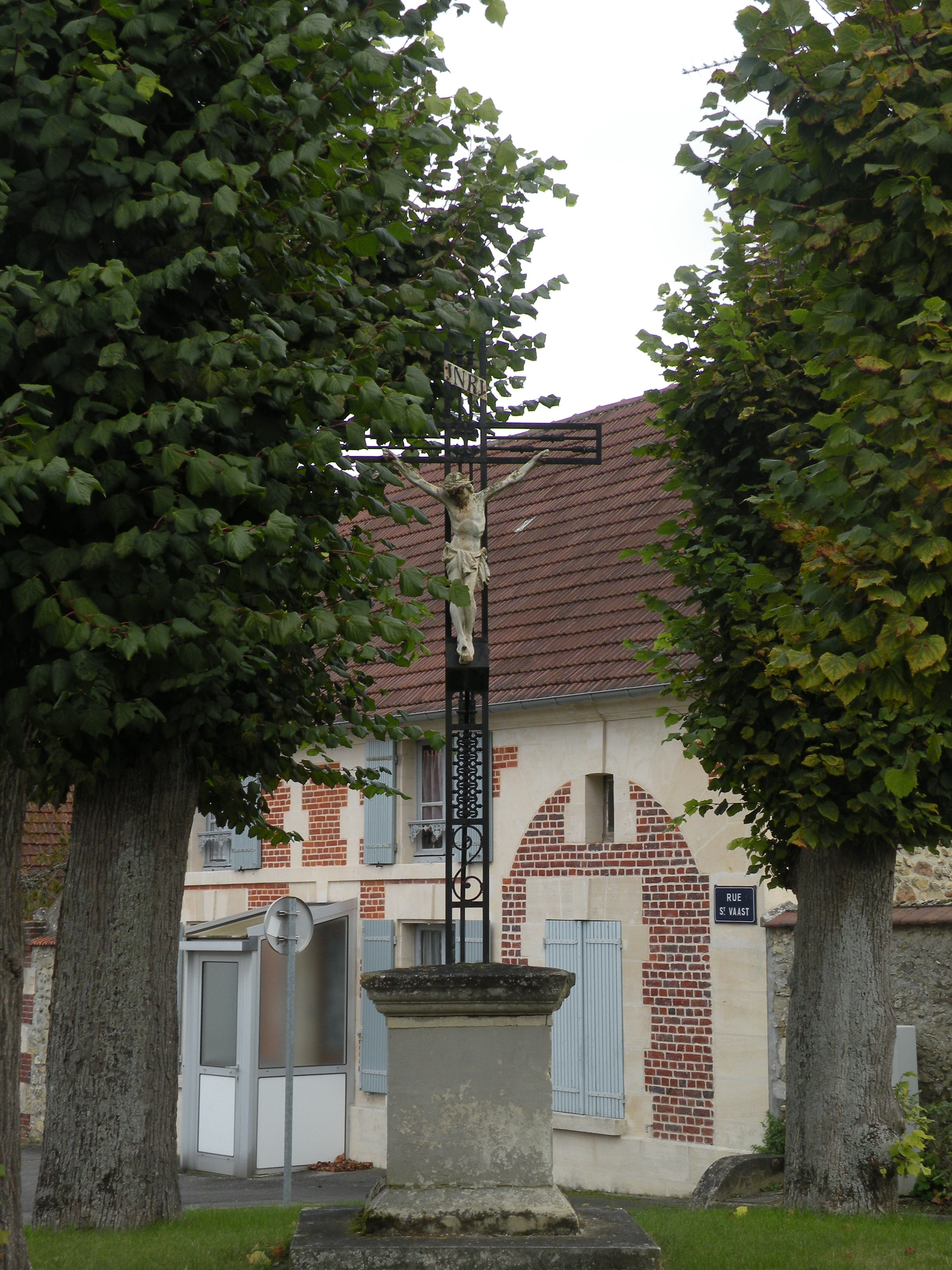
Croix.

### Personnalités liées à la commune
- Guibert de Nogent (v.1055 - v.1125), écrivain, théologien et historien, né près de Catenoy.
- l'amiral Jean de Chépoix (XIVe siècle), missionné pour préparer les croisades contre les Turcs, décédé à Catenoy.

### Héraldique
| Blason de Catenoy | Blason  | Taillé au 1) de gueules à la faucille, au fléau et à la faux, le tout d'argent, posé en barre et rangé en bande, au 2) d'azur au moulin à vent et à l'usine du même rangés en barre; à la cotice en barre d'argent brochant sur la partition; le tout enfermé dans une filière du même. |
| Blason de Catenoy | Détails | Ce blason est entouré d'une branche de châtaignier, Catenoy signifiant « Lieu aux châtaigniers » , et d'un épi de blé, rappelant le caractère agricole de la commune. Sa partie supérieure comprend des outils d'agriculteur : la faux, la faucille et le fléau, sur un fond rouge pour rappeler que le sang a coulé lors de la Jacquerie, avec ses mêmes instruments, et, en partie basse, l'usine matérialise l'industrialisation qui a transformé Catenoy au XIXe siècle ainsi que le moulin, rappelant les trois moulins à vent de la commune Le blason est une création de Monsieur Robert Vénache, habitant de Catenoy, qui a répondu avec succès à un concours organisé par la mairie. Il est utilisé depuis 2009 |